# Grietenij

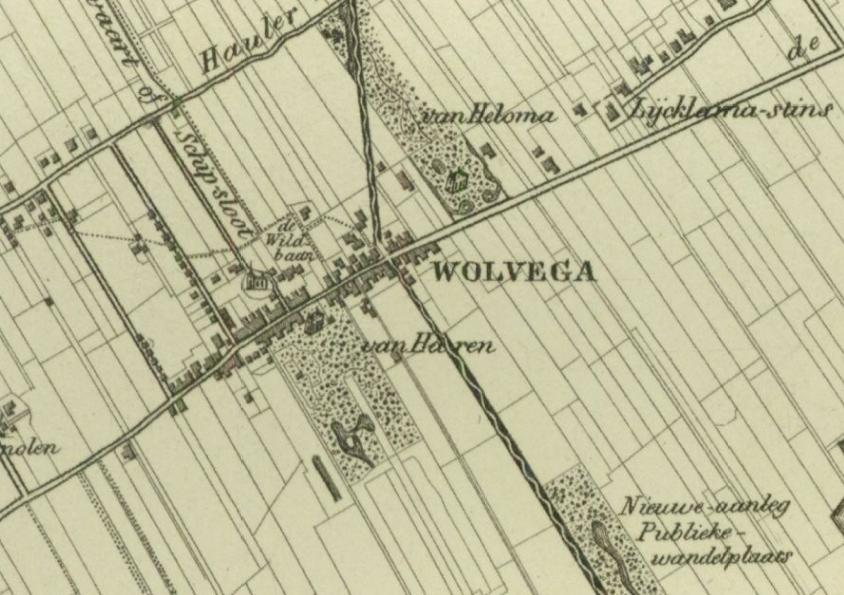
De Tiende Grietenij van Zevenwouden: Stellingwerf Westeinde

Een grietenij was een bestuursgebied in de provincie Friesland en in het Westerkwartier van de provincie Groningen. Het maakte deel uit van een gouw of schoutambacht en was onderverdeeld in dorpen. Een grietenij werd bestuurd door een grietman die ook een rechtsprekende taak had. Een van de rechtsbronnen die bij deze rechtspraak werd gebruikt was het Oudere Schoutenrecht.
Het woord 'grietenij' komt van het Oudfriese 'gretene' dat weer een afleiding is van greta: in rechte aanspreken. Het woord grietenij komt in overgeleverde dokumenten voor het eerst rond 1200 voor.

## Geschiedenis
Het ontstaan van de grietenij heeft te maken met het streven van de Friezen naar zeggenschap bij bestuursbeslissingen. Het grondgebied viel onder de graaf van Holland, die geheel naar eigen inzicht besluiten mocht nemen. Na de dood van graaf Floris IV in 1234 dwongen de Friezen een vorm van zelfbestuur af, de grietmannen kregen het in lokale aangelegenheiden voor het zeggen. De grietman werd meestal gekozen door bewoners met stemrecht, dat waren toendertijd de burgers met bezit, bijvoorbeeld een landgoed of 'state'. Het beloven van voordelen aan stemgerechtigde burgers door kandidaten voor de functie van grietman was een beproefd middel om stemmen te winnen, ook was het niet ongewoon dat kandidaten als overtuigingsmiddel voor de kiezers, drink- en eetgelagen in herbergen organiseerden.
Van het begin van de 16e eeuw tot 1851 waren er in Friesland 30 grietenijen die deel uitmaakten van de Friese kwartieren (regio's) Oostergo, Westergo en Zevenwouden. De grietenij Achtkarspelen stond oorspronkelijk meer op zichzelf en wordt in oude oorkonden naast Oostergo en Westergo genoemd.
Op 1 januari 1812 werden de grietenijen voor korte tijd opgeheven en gesplitst in meerdere gemeenten. Op 1 oktober 1816 werd deze indeling ongedaan gemaakt en werden de grietenijen van voor 1812 weer hersteld. Bij de gemeentewet van 1851 werd de benaming 'grietenij' vervangen door 'gemeente' en 'grietman' door 'burgemeester', zodat in geheel Nederland dezelfde naamgeving werd gebruikt.

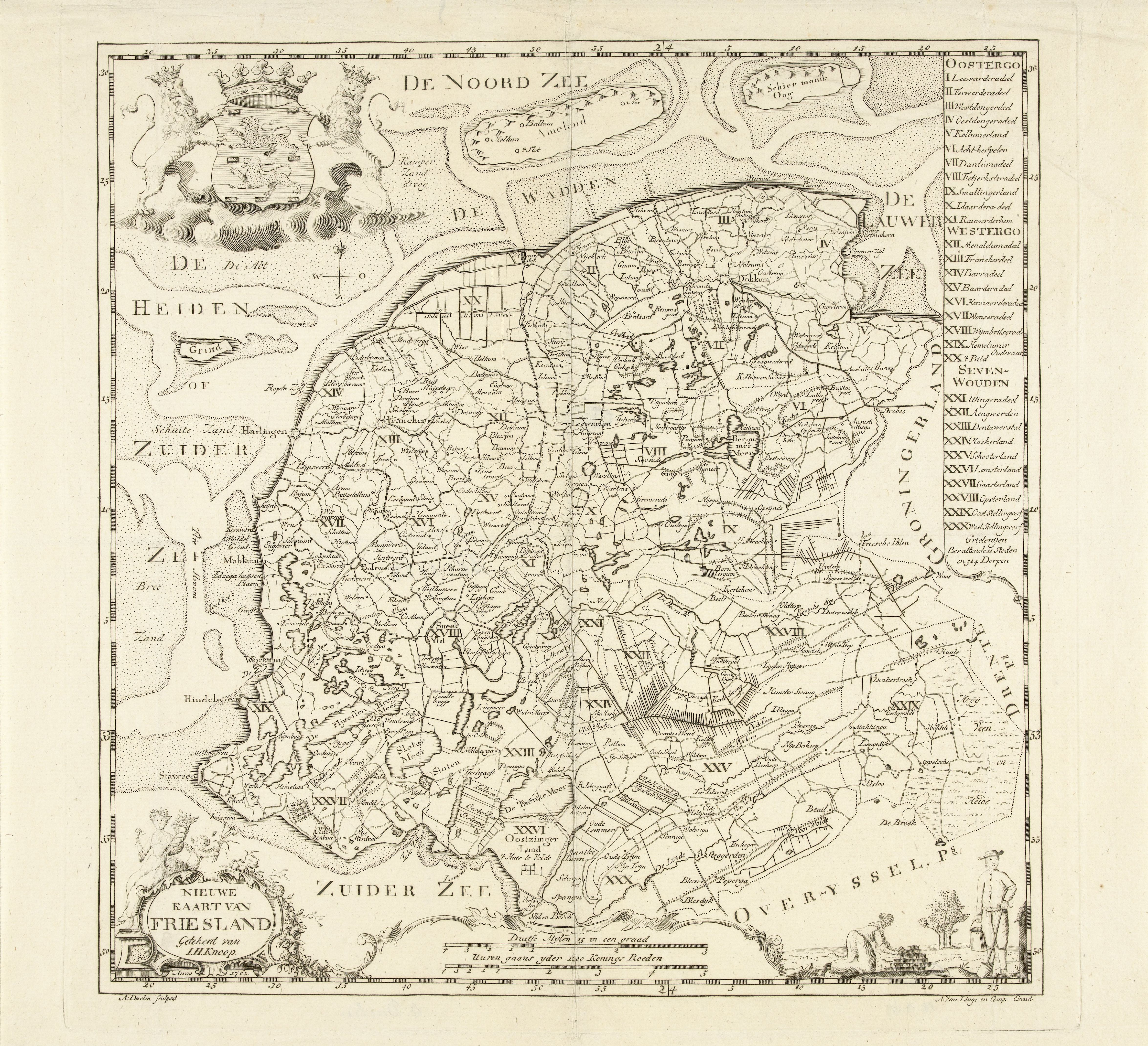
Kaart van Friesland uit 1762 met 30 grietenijen, 314 dorpen en 11 steden.

## Grietenijen in Friesland in de18e eeuw
| Kwartier    | Grietenij                      | Alternatieve namen                 | Grietmannen |
| ----------- | ------------------------------ | ---------------------------------- | ----------- |
| Oostergo    | Achtkarspelen                  |                                    | Lijst       |
| Zevenwouden | Aengwirden                     | Ængwirden, Engwirden of Annewaerde | Lijst       |
|             | Ameland                        |                                    | Lijst       |
| Westergo    | Baarderadeel                   |                                    | Lijst       |
| Westergo    | Barradeel                      |                                    | Lijst       |
| Oostergo    | Dantumadeel                    |                                    | Lijst       |
| Zevenwouden | Doniawerstal                   |                                    | Lijst       |
| Oostergo    | Ferwerderadeel                 |                                    | Lijst       |
| Westergo    | Franekeradeel                  |                                    | Lijst       |
| Zevenwouden | Gaasterland                    |                                    | Lijst       |
| Zevenwouden | Haskerland                     |                                    | Lijst       |
| Westergo    | Hemelumer Oldeferd             | Hemelumer Oldephaert en Noordwolde | Lijst       |
| Westergo    | Hennaarderadeel                |                                    | Lijst       |
| Westergo    | Het Bildt                      |                                    | Lijst       |
| Oostergo    | Idaarderadeel                  |                                    | Lijst       |
| Oostergo    | Kollumerland en Nieuwkruisland |                                    | Lijst       |
| Oostergo    | Leeuwarderadeel                |                                    | Lijst       |
| Zevenwouden | Lemsterland                    |                                    | Lijst       |
| Westergo    | Menaldumadeel                  |                                    | Lijst       |
| Oostergo    | Oostdongeradeel                | Dongeradeel oostzijde der Paesens  | Lijst       |
| Zevenwouden | Ooststellingwerf               | Stellingwerf-Oosteinde             | Lijst       |
| Zevenwouden | Opsterland                     |                                    | Lijst       |
| Oostergo    | Rauwerderhem                   |                                    | Lijst       |
| Zevenwouden | Schoterland                    |                                    | Lijst       |
| Oostergo    | Smallingerland                 |                                    | Lijst       |
| Oostergo    | Tietjerksteradeel              |                                    | Lijst       |
| Zevenwouden | Utingeradeel                   |                                    | Lijst       |
| Oostergo    | Westdongeradeel                | Dongeradeel westzijde der Paesens  | Lijst       |
| Zevenwouden | Weststellingwerf               | Stellingwerf-Westeinde             | Lijst       |
| Westergo    | Wonseradeel                    |                                    | Lijst       |
| Westergo    | Wymbritseradeel                | Wijmbritseradeel                   | Lijst       |

## Op zijn elfendertigst
De zegswijze "op zijn elfendertigst" betekent tegenwoordig dat iets uitzonderlijk langzaam en omslachtig verloopt. Het had oorspronkelijk de betekenis dat iets keurig volgens de regels verloopt, zoals het hoort. In het Fries: op syn alve-en-tritichst, in Groningen: op zien elvendartigste. De etymoloog Stoett wijst er in 1925 op, dat de uitdrukking vanaf de 18e eeuw op een negatieve manier in verband werd gebracht met de lange tijd dat het gewoonlijk duurde voordat de Gedeputeerde Staten van Friesland tot een beleidslijn of besluit waren gekomen. Zij hadden de verplichting te overleggen met de afgevaardigden van 11 steden en 30 grietenijen, waardoor de beraadslagingen langer duurden. Stoett deed onderzoek en toonde aan dat het begrip elf en dertig ouder is en uit de weverijwereld van de middeleeuwen komt.
Maar de samenstelling van de Friese Staten was niet 11 en 30.